# Un ami acharné
Un ami acharné est une comédie-vaudeville en un acte d'Eugène Labiche, représentée pour la première fois à Paris au Théâtre des Variétés le 19 janvier 1853.
- Collaborateur Alphonse Jolly (= Alphonse Leveaux).
- Editions Michel Lévy frères

## Distribution
| Acteurs et actrices ayant créé les rôles |                      |
| Personnage                               | Acteur ou actrice    |
| Dumoncel, associé de Lefèvre             | Numa                 |
| Lefèvre, banquier                        | M. Henry Alix        |
| Jules de Lucenay                         | M. Danterny          |
| Lucie, fille de Lefèvre                  | Mlle Virginie Duclay |
| Joseph, domestique de Dumoncel           | M. Delière           |